# Шишкин, Николай Андреевич
Николай Андреевич Шишкин (1767 — 1830) — дворянин, участник Отечественной войны (1812—1814) и заграничных походов русской армии, генерал-майор.

## Биография
Из дворян Раненбургского уезда Рязанской губернии. Родился (1767) в семье отставного капитана Андрея Фёдоровича Шишкина († 1790) и его супруги Афимьи Яковлевны († 1809), дочери ефремовского воеводы Якова Михеевича Лопатина.
Поступил вахмистром в лейб-гвардейский Конный полк (24 апреля 1784) и произведён в корнеты (22 сентября 1786). Волонтёром участвовал в боях со шведами: в устье реки Кюммень у селения Мемель (1789) и при селениях Пардакоски и Керникоски (1790), где был ранен пулей в левую ногу и произведён в поручики. Переведён с чином секунд-майора в Воронежский гусарский полк (01 января 1791). Участвовал в русско-турецкой войне (1787—1791), сражался с турками под Бабадагом и Мачином под началом генерала М. И. Кутузова. Направлен в Польшу, где участвовал в русско-польской войне (1792—1794), участвовал в сражениях при Владимире-Волынском, Дубенках и Городище (1792). Участник подавления польского восстания под предводительством генерала Тадеуша Костюшко (1794). За отвагу и мужество в сражениях под Мацейовицами и Прагой награждён золотой саблей и чином премьер-майора. За победу под Радошицами над полковником Ваврецким и взятие его в плен, удостоен ордена Святого Георгия 4-й степени. Переведён майором в Павлоградский гусарский полк (04 июля 1797). Находясь в корпусе генерал-лейтенанта А. М. Римского-Корсакова, участвовал в походе в Швейцарию (1799) под началом фельдмаршала А. В. Суворова, за храбрость в сражении при Констанце произведён в подполковники. Чин полковника получил (25 октября 1800) с назначением командиром Северского драгунского полка, но вслед за этим уволен в отставку «за подачу прошения об отпуске не по команде». Вернулся на службу (08 июля 1801) и назначен командиром Белорусского гусарского полка. Участвовал в походе в Австрию (1805) и отличился в сражении под Амштеттеном, Вишау и под Аустерлицем, где был ранен в шею и правое плечо осколком ядра, но остался в строю и прикрывал со своим полком отход конной артиллерии. Сражался с французами под Плоцком и Остроленкой (1806), под Прейсиш-Эйлау (1807), где получил ранение пикой в правый бок. Вторично ранен картечью под Гутштадтом и выбыл из строя. Вышел в отставку (05 сентября 1807) за ранами с чином генерал-майора.
С начала наполеоновского вторжения в Россию, вступил (26 июля 1812) в Рязанское ополчение генерал-майором и назначен командовать двумя конными полками ополчения: 1-м егерьским и 1-м казачьим полками, в формировании и обучении которых принял энергичное участие. С этими же полками находился в преследовании отступающих французов, в сражении под Сморгонью и при занятии Вильно. Участвовал в сражении под Калишем и при осаде и взятии Глогау (1813), за что награждён золотой саблей с алмазами. Вышел в отставку (6 января 1815).
После отставки проживал в своём имении Шишкино (Знаменское) Раненбургского уезда Рязанской губернии (сов. Чаплыгинский р-н). Владел в селе Знаменском 158 душами и Дубовом 60 душами мужского пола.
Жена: Шишкина Екатерина Дмитриевна, владелица (1834) деревни Дикое Поле (Тужиловка) Рязанской губернии.
Младший брат: полковник Шишкин Фёдор Андреевич (1779—1834), участник войны с Наполеоном, заграничных походов русской армии.

## Награды
- Орден Святой Анны 2-й степени с алмазами.
- Орден Святого Георгия 4-й степени: (26 ноября 1795) будучи в резервной колонне, когда вошла колонна в ретраншмент, отправлен с одним эскадроном на показавшуюся в левой стороне колонны неприятеля, ударил сильно и разбил оную и взял в плен при ней пушку, притом храбростью и мужеством заставил неприятеля положить ружья и сдаться в плен.
- Орден Святого Владимира 3-й степени. РАПОРТ: Генерал-Лейтенант барон Розен мне представляет, что Рязанского ополчения 1-го казачьего полка полковой начальник и бригадный командир Генерал-Майор Шишкин, находясь с одним пехотным полком при крепости Глогау на передовых постах и командуя как оным, так и резервом, всегда наблюдал исправно движение неприятеля и в бывших 1-го и 3-го чисел декабря 1813 г. делах занимал выгодные позиции, при всяком же наступлении неприятельских колонн благоразумным распоряжением и личною храбростью отражал оные с чувствительною для них потерею. Донеся о таковых похвальных подвигах Генерал-Майора Шишкина на Высочайшее Вашего Императорского Величества благорассмотрение, осмеливаюсь всеподданнейше испросить ему орден св. Владимира 3-й степени. Подписал: Генерал Граф Беннигсен. Июня 29 дня 1814 года, г. Гамбург, № 132.
- Золотой крест: за Прагу.
- Золотой крест: за Прейсиш-Эйлау.
- Золотая сабля «за храбрость» с алмазами.